# 周昌
周 昌（しゅう しょう、? - 紀元前191年）は、前漢初期の人物で、高祖劉邦の側近。沛の人。従兄に周苛がいる。

## 略歴
周昌、周苛とも秦の泗水郡の卒史であった。劉邦が沛において秦に対して蜂起し、泗水守、監を撃破すると、二人は沛公劉邦に従い、周昌は職志となった。劉邦に従って秦に入り、紀元前206年に劉邦が漢王となると周苛は御史大夫、周昌は中尉となった。
高祖3年（紀元前204年）に御史大夫周苛が項羽に殺されると、周昌が後任の御史大夫となり、常に劉邦に従って項羽を討った。
高祖6年（紀元前201年）、それまでの功績により蕭何や曹参らと共に列侯に封じられ、汾陰侯となった。
周昌は直言も辞さない人柄で、蕭何、曹参以下皆がへりくだった。周昌が宴会時に劉邦に上奏しようとしたところ、劉邦が愛妾の戚姫を抱きかかえていたのを見てその場から逃げ去った。劉邦が追いかけて「私はどんな主であろうか?」と周昌に聞くと、周昌は「桀、紂のような主でございます」と答えた。劉邦は笑ったが内心周昌を憚った。また、劉邦が皇太子を替えようとした際にも強く諫言し、もともと吃音であったが怒りのあまり口がきけなくなり、「私は口では言えませんが、皇太子を替えてはいけないことがわかります。陛下が皇太子を廃しようとしたら、わたしは必ずや、必ずやその詔を奉じないでしょう」と言った。劉邦は笑って話を沙汰止みにした。それを耳をそばだてて聞いていた皇太子（恵帝）の母である呂后は周昌にひざまずいて「貴方がいなかったら、皇太子は廃されるところでした」と感謝した。
劉邦は皇太子にできなかった趙王劉如意（戚姫の子）が、自分の死後どうなるか心配した。そんな時、御史の趙堯が「呂后や大臣たちも憚る人物を趙王の丞相になさればよい」と進言した。そこで劉邦は周昌を御史大夫から趙王の丞相にした。周昌は「私は最初から陛下に付き従っていたというのに、陛下はどうして諸侯の中に私を捨ててしまうのですか」と泣いて抗議したが、劉邦は「私もこれが左遷であるとはわかっているが、趙王のためを思うとお前にしかできないのだ。強いて行ってくれ」と言った。
劉邦が周昌に後任の御史大夫の人選を聞くと、周昌は趙堯を推薦した。
劉邦が死去して恵帝の時代になると、呂后は戚姫を捕らえ、その子の趙王劉如意も殺害しようとして召し出した。しかし周昌は王に病気と称して行かせなかった。そこで呂后はまず周昌を召し出し、それから趙王を召し出した。趙王は毒殺され、周昌はそれ以来病気と称して朝廷に出ることもなく、恵帝4年（紀元前191年）に死去した。
悼侯と諡され、列侯は子の哀侯の周開方が継いだ。紀元前141年に汾陰侯はその子の周意の代に罪があって没収された。その後、宣帝の時代に周昌の曾孫である周左車が改めて安陽侯として封じられ、その孫の周明まで続いたが、周明に子がなく周昌の系統は断絶した。
司馬遷は周昌を、木や石のように実直な人物であると評している。